# Субтропічний кліматичний пояс

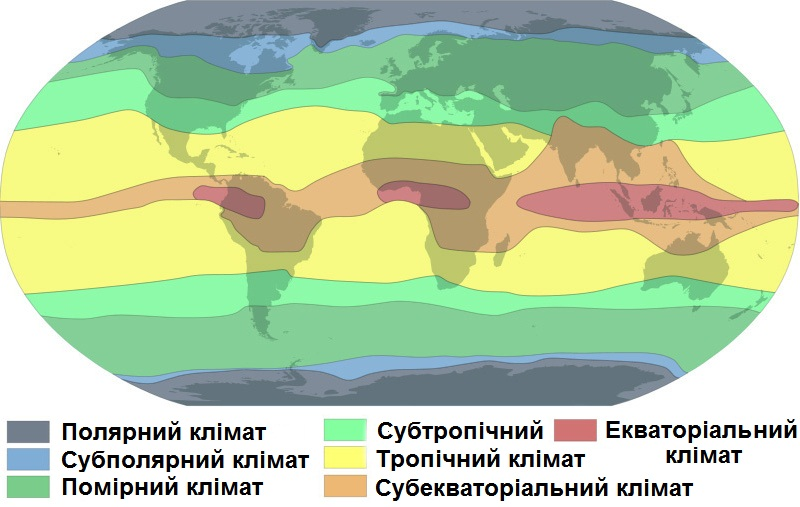
Кліматичні пояси Землі за класифікацією Алісова Б. П.

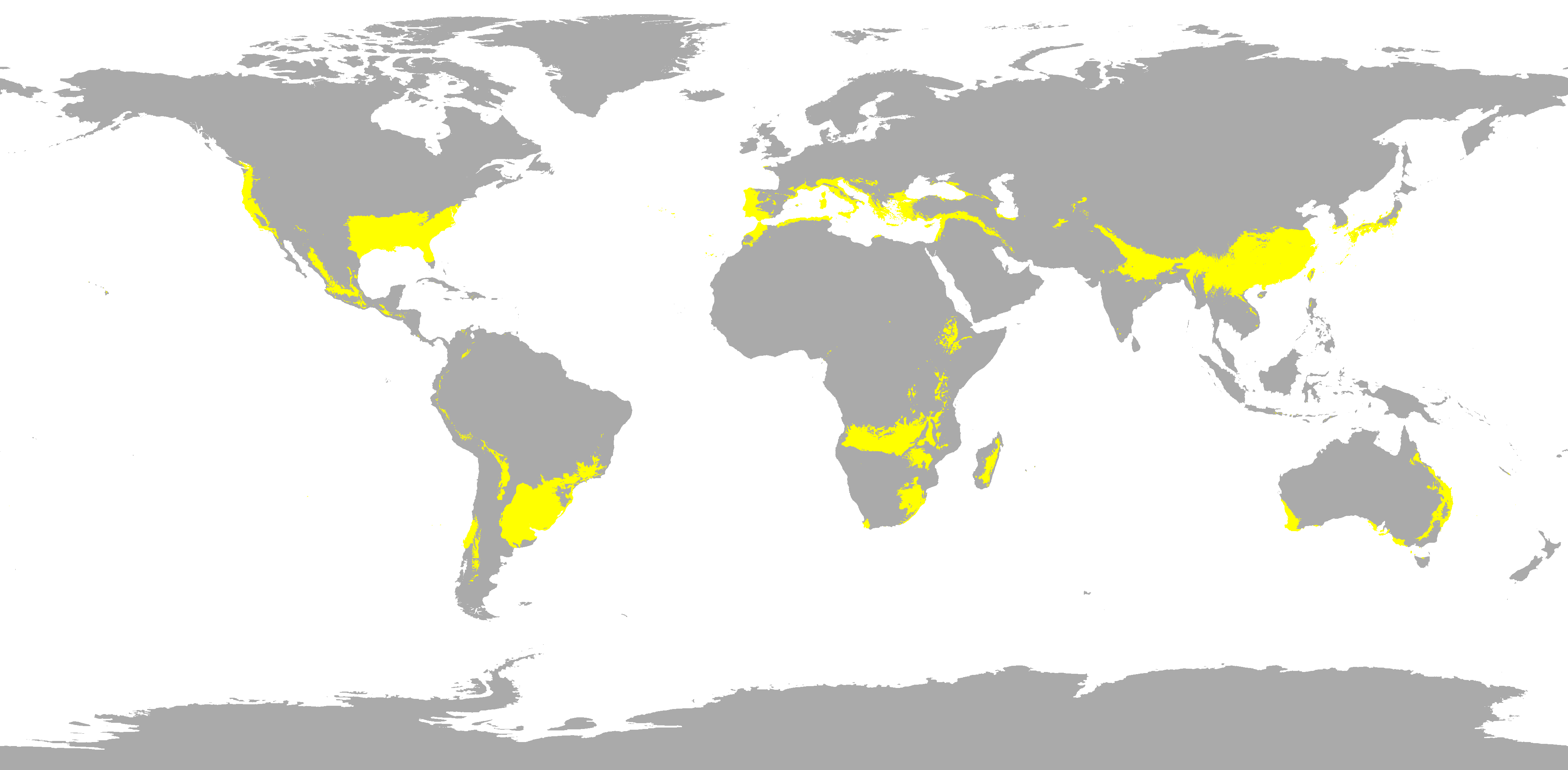
Розташування субтропіків на планеті

Субтро́піки (український термін — підзворотниковий пояс) — перехідний від тропічного до помірного кліматичний пояс Землі. Субтропіки розташовані приблизно між 25° і 45° у північній і південній півкулі. У цих регіонах, як правило, спостерігаються тропічне літо і нетропічна зима. Субтропіки часто ділять на аридні (середземноморський клімат), вологі та напіввологі. Поширене визначення називає клімат субтропічним, якщо середньорічна температура становить більш ніж 20 °C[джерело?], а середня температура найхолоднішого місяця (січня або липня залежно від півкулі) знаходиться нижче за цю відмітку, але перевищує 0 °C. У субтропіках збереглися релікти раннього кайнофіту (середній Крейдяний період).
У субтропічних поясах північної та південної півкуль, що лежать на межі тропічних та помірних кліматичних поясів, влітку поширюються тропічні повітряні маси, взимку ж помірні приносять атмосферні опади (500 мм). Літо спекотне від +30° до +50°С, посушливе; зима доволі прохолодна з частими дощами, снігопадами, але стійкого снігового покриву не утворюється. У глибинах континентів зима посушлива (до 120 мм) з морозами до -20°С, літо жарке (до +50°С).

## Середземноморський клімат
Для західних околиць материків характерним є середземноморський клімат з жарким безхмарним літом та вітряною дощовитою зимою. Річна сума атмосферних опадів становить 450—600 мм. Цей підтип клімату досить сприятливий для людської життєдіяльності. З ним пов'язаний розквіт стародавніх цивілізацій на берегах Середземного моря (Антична Греція, Стародавній Рим, Карфаген); сучасні кліматичні морські курорти, великі урбанізовані території південної Каліфорнії (Лос-Анджелес, Сан-Хосе), Південної Африки (Кейптаун), Австралії (Перт) та Чилі (Сантьяго, Вальпараїсо). Середземноморський підтип клімату досить сприятливий для вирощування цінних культурних рослин: цитрусові, виноград, маслини.

## Мусонний клімат
Субтропічний клімат східних узбереж материків переважно мусонний: зима прохолодна та суха, літо тепле (+25°С) і вологе (800 мм). Мусони дмуть взимку з континентів на море, влітку — несуть опади з моря на суходіл. Мусонний підтип клімату ясно виражений лише в північній півкулі — східне узбережжя Азії. Також він характерний і для помірного поясу цього узбережжя (Далекий Схід Росії). Велика кількість опадів в теплий період року дозволяє рослинності швидко вегетувати й досягати почасти гігантських розмірів на добрих ґрунтах. Цей підтип клімату дозволяє вирощувати харчові продукти для більш ніж мільярда людей, що проживають у Східній Азії (Китай, Тайвань, Японія тощо).

## Біота
У межах субтропіків виділяють наступні зони:
- субтропічних вічнозелених лісів і чагарників,
- субтропічних мусонних мішаних лісів,
- лісостепові,
- субтропічних степів,
- субтропічних напівпустель і пустель.

Субтропічний кліматичний пояс важливий район вирощування цитрусових, чаю, олив, інжиру, винограду, ефіроносних і волокнистих рослин, бавовнику (в сухих субтропіках). Океани в межах субтропічного поясу характеризуються високими температурами (+15°…+16 °C) і солоністю води.

## Українські субтропіки
В Україні риси субтропічної природи характерні для південного узбережжя Криму на крайньому півдні країни. Простягаються від мису Айя у Севастополі до масиву Кара-Даг біля Феодосії. Сюди включають такі міста як Ялта, Алупка, Алушта, Судак. Ландшафти ПБК представлені зоною середземноморських твердолистяних лісів і чагарників — середземноморські напівсухі субтропіки. Де основна кількість опадів випадає взимку, а влітку сонячна переважно суха погода. На північ, в Кримські гори, вони простягаються до висоти 250 метрів. Вище починається зона помірного клімату.